# Sălcioara (okręg Tulcza)
Sălcioara – wieś w Rumunii, w okręgu Tulcza, w gminie Jurilovca. W 2011 roku liczyła 1087 mieszkańców.